# Polisportiva Sezione Calcio Lazio Lubiam 1975
Questa voce raccoglie le informazioni riguardanti la Polisportiva Sezione Calcio Lazio Lubiam nelle competizioni ufficiali della stagione 1975.

## Rosa
Rosa parziale tratta da cronache sportive.
| N. |                   | Ruolo | Calciatrice       |
| -- | ----------------- | ----- | ----------------- |
| 10 | Italia (bandiera) | A     | Alba Buttaroni    |
| 1  | Italia (bandiera) | P     | Patrizia Carocci  |
| 7  | Italia (bandiera) | A     | Antonella Carpita |
| 6  | Italia (bandiera) | C     | Giselda Cherubini |
| 11 | Italia (bandiera) | A     | Maurizia Ciceri   |
| 5  | Italia (bandiera) | C     | Giovanna Corbino  |

| N. |                   | Ruolo | Calciatrice    |
| -- | ----------------- | ----- | -------------- |
| 3  | Italia (bandiera) | D     | Maura Furlotti |
| 4  | Italia (bandiera) | C     | Elide Martini  |
| 8  | Italia (bandiera) | A     | Luciana Meles  |
| 9  | Italia (bandiera) | A     | Tiziana Meles  |
| 2  | Italia (bandiera) | D     | Maria Sossella |